# Undolski
Undolski (en rus: Ундольский) és un poble (un possiólok) de l'óblast de Vladímir, a Rússia, segons el cens del 2010 tenia 409 habitants. Pertany al districte municipal de Sóbinka.